# 与論中継局
与論中継局（よろんちゅうけいきょく）は、鹿児島県大島郡与論町に存在するテレビ・FMラジオの中継局である。

## 概要
- 中継局名：与論中継局
- 所在地：鹿児島県大島郡与論町朝戸（高千穂神社付近）

## 沿革
- 1974年（昭和49年）3月14日 - NHK鹿児島総合・教育の地上アナログテレビジョン放送の与論中継局が開局、本放送開始。これで鹿児島県内全域カバーできることになる。
- 1980年（昭和55年）3月7日 - MBC南日本放送・KTS鹿児島テレビ放送の地上アナログテレビジョン放送の与論中継局が開局、本放送開始。これで鹿児島県内全域カバーできることになる。
- 1993年（平成5年）3月5日 - KKB鹿児島放送の地上アナログテレビジョン放送の与論中継局が開局、本放送開始。これで鹿児島県内全域カバーできることになる。
- 1999年（平成11年）1月11日 - KYT鹿児島読売テレビの地上アナログテレビジョン放送の与論中継局が開局、本放送開始。これで鹿児島県内全域カバーできることになる。
- 2008年（平成20年）9月5日 - 九州総合通信局より地上デジタルテレビジョン放送の与論中継局整備のための補助金がNHK鹿児島放送局を除く鹿児島県内民放4局（KYT・KKB・KTS・MBC）に交付されることが決定した。
- 2009年（平成21年）3月31日 - NHK及び県内民放テレビ放送局すべての地上デジタルテレビジョン放送開始。
- 2015年（平成27年）8月7日 - NHK鹿児島放送局のNHKラジオ第1放送とNHKラジオ第2放送をFMに変換して放送開始[1]。

## 送信設備

### 地上デジタルテレビ放送
- 主な受信地域：鹿児島県大島郡与論町の一部[2]

| ID | 放送局名             | 物理 チャンネル | 空中線 電力 | ERP   | 放送対象地域 | 放送区域 内世帯数 | 偏波面   | 開局日         |
| -- | -------------------- | --------------- | ----------- | ----- | ------------ | ----------------- | -------- | -------------- |
| 1  | MBC 南日本放送       | 30              | 300mW       | 680mW | 鹿児島県     | 1,492世帯         | 水平偏波 | 2009年 3月31日 |
| 2  | NHK 鹿児島教育       | 29              | 300mW       | 830mW | 全国         | 1,492世帯         | 水平偏波 | 2009年 3月31日 |
| 3  | NHK 鹿児島総合       | 37              | 300mW       | 810mW | 鹿児島県     | 1,492世帯         | 水平偏波 | 2009年 3月31日 |
| 4  | KYT 鹿児島読売テレビ | 33              | 300mW       | 670mW | 鹿児島県     | 1,492世帯         | 水平偏波 | 2009年 3月31日 |
| 5  | KKB 鹿児島放送       | 35              | 300mW       | 670mW | 鹿児島県     | 1,492世帯         | 水平偏波 | 2009年 3月31日 |
| 8  | KTS 鹿児島テレビ放送 | 31              | 300mW       | 660mW | 鹿児島県     | 1,492世帯         | 水平偏波 | 2009年 3月31日 |

- 送信所所在地：鹿児島県大島郡与論町立長 高千穂神社付近
- 2009年（平成21年）2月6日、九州総合通信局より与論中継局に地上デジタルテレビ放送の予備免許が付与された。
- 試験放送は2009年（平成21年）3月12日から3月30日まで全局実施していたが終了した。

### 地上アナログテレビ放送
- 主な受信地域：鹿児島県大島郡与論町の全域・沖縄県のごく一部の地域

| チャンネル | 放送局名             | 空中線 電力       | ERP                 | 放送対象地域 | 放送区域 内世帯数 | 偏波面   | 開局日         |
| ---------- | -------------------- | ----------------- | ------------------- | ------------ | ----------------- | -------- | -------------- |
| 51         | KYT 鹿児島読売テレビ | 映像3W /音声750mW | 映像6.9W /音声1.75W | 鹿児島県     | 不明              | 水平偏波 | 1999年 2月19日 |
| 53         | KKB 鹿児島放送       | 映像3W /音声750mW | 映像6.9W /音声1.75W | 鹿児島県     | 不明              | 水平偏波 | 1993年 3月5日  |
| 55         | MBC 南日本放送       | 映像3W /音声750mW | 映像6.9W /音声1.75W | 鹿児島県     | 不明              | 水平偏波 | 1980年 3月7日  |
| 57         | KTS 鹿児島テレビ放送 | 映像3W /音声750mW | 映像6.9W /音声1.7W  | 鹿児島県     | 不明              | 水平偏波 | 1980年 3月7日  |
| 59         | NHK 鹿児島総合       | 映像3W /音声750mW | 映像8.9W /音声2.2W  | 鹿児島県     | 不明              | 水平偏波 | 1974年 3月14日 |
| 61         | NHK 鹿児島教育       | 映像3W /音声750mW | 映像8.9W /音声2.2W  | 全国         | 不明              | 水平偏波 | 1974年 3月14日 |

- 地上アナログテレビ放送は、2011年（平成23年）7月24日正午で全局放送終了。

### ラジオ放送
主な受信地域：鹿児島県大島郡与論町の全域・沖縄県のごく一部の地域
| 周波数 （MHz） | 放送局名      | 空中線 電力 | ERP  | 放送対象地域 | 放送区域 内世帯数 | 開局日        |
| -------------- | ------------- | ----------- | ---- | ------------ | ----------------- | ------------- |
| 77.0           | NHK 鹿児島第1 | 100W        | 185W | 鹿児島県     | 約4,600世帯       | 2015年 8月7日 |
| 78.8           | NHK 鹿児島第2 | 100W        | 185W | 鹿児島県     | 約4,600世帯       | 2015年 8月7日 |